# Francisco Navarro Fuster
Francisco Navarro Fuster (* Bétera, 20 de diciembre de 1962). Fue un ciclista español, profesional entre 1985 y 1990, cuyo mayor éxito deportivo lo logró en la Vuelta a España al obtener 1 victoria de etapa en la edición de 1988. 
La 4.ª etapa de la Vuelta a España de 1988 partía de Badajoz presentando un larguísimo recorrido llano de 234km. Con menos de 20 kilómetros recorridos, Francisco Navarro (SEUR) probaba fortuna y pronto comenzó a coger ventaja gracias a la permisividad del pelotón. Al paso por Cáceres alcanzaba la máxima ventaja con más de media hora, aunque aún tenía un largo trecho por recorrer. En la parte final del trazado, el pelotón reaccionaba y conseguía recortar diferencias, aunque no lo suficiente y Francisco Navarro lograba entrar en Béjar victorioso. 

## Palmarés
| 1988 - 1 etapa en la Vuelta a España - 1 etapa en la Vuelta a Cantabria - 1 etapa en la Vuelta al Algarve |